# Österåker, Vingåkers kommun
Österåker är kyrkbyn i Österåkers socken och en småort i Vingåkers kommun, Södermanlands län. Orten ligger cirka 10 kilometer norr om Vingåker, i lantlig miljö vid sjön Öljaren. 
I Österåker ligger Österåkers kyrka
Josef Wilhelm Wallanders Österåkersmålningar är kända. 